# 河北省司法厅
河北省司法厅是河北省人民政府的组成部门、主管河北省司法行政工作的省级司法行政机关。